# الجبل الشمالي
الجبل الشمالي هي منطقة تقع في لواء الرصيفة في محافظة الزرقاء في الأردن، ويوجد في الرصيفة جبلان إحداهما شمالي والآخر جنوني، حيث الشمالي يقع في شمال المدينة، والجنوبي في جنوبها.
يقع الجبل الشمالي على شارع ياجوز الذي افتتح 2009 م، مما أعطاه موقعه المميز المتمثل بين عمان والزرقاء حيث أنه لا يبعد سوى 8 كيلومتر عن طبربور و10 كيلومتر عن الزرقاء، ويضم  ثلاثه مناطق هم :حي القادسية وحي الرشيد واسكان طلال، ويتفرع منه التطوير الحضري "الحي الراقي في الشمالي لما يتوفر فيه من خدمات وتنظيم")، ويوجد في الجبل الشمالي مركز صحي وعيادات صحية ومستشفى الأمير فيصل بن الحسين وكلية رفيدة للتمريض والمهن الطبية المساعدة. ويعتبر مثلث الجبل الشمالي هو المركز الرئيس له والذي يضم محلات تجارية ومولات للتسوق، أما حي الشهيد والذي هو أقدم حي على الإطلاق بالنسبة للجبل الشمالي يعتبر بمثابة البوابة للجبل الشمالي للقادمين من الزرقاء من الطريق القديمة.